# Alfredo Pareja Diezcanseco
Alfredo Pareja Diezcanseco (Guayaquil, 12 d'octubre de 1908 - Quito, 1 de maig de 1993), o Alfredo Pareja Díez-Canseco, fou un novel·lista, assagista, periodista, historiador i diplomàtic equatorià. Fou ministre d'afers exterior de la República durant el mandat de Jaime Roldós. És considerat un dels millors i més emblemàtics renovadors de la novel·la llatinoamericana del segle xx i va formar part de l'anomenat Grup de Guayaquil.

## Biografia
Alfredo Pareja Diezcanseco va néixer a Guayaquil el 1908, fill de Fernando Pareja i d'Amalia Díez-Canseco y Coloma. La mare era membre de l'oligarquia peruana, filla de l'expresident Francisco Díez-Canseco y Corbacho i neboda del també expresident Pedro Díez-Canseco i Corbacho. A partir dels 14 anys va haver de fer-se càrrec de la seva família, mentre assistia a l'escola secundària al Colegio Vicente Rocafuerte de Guayaquil.
El 1930, Pareja va guanyar una beca als Estats Units. Com a resultat de la gran depressió va treballar en els molls de la ciutat de Nova York durant un any. De retorn a l'Equador va ser professor d'història, literatura espanyola i nord-americana en el col·legi Vicente Rocafuerte. També va exercir com a superintendent d'educació secundària i com a diputat per la província del Guayas.
Durant la dictadura de Federico Páez (1935-1937) fou empresonat i, finalment, exiliat a Xile, on va ser contractat per l'editorial Ercilla. En tornar a l'Equador, primer fou escollit membre de l'Assemblea i després fou empresonat de nou pel règim del president Aurelio Mosquera (aquesta detenció de 30 dies van constituir la base de la seva novel·la Hombres sin tiempo). Durant el govern de Galo Plaza Lasso va col·laborar amb el govern en nombrosos projectes educatius. Més endavant, fou encarregat de negocis a Mèxic el 1944 i el 1945 es va convertir en representant especial davant l'agència de les Nacions Unides per a Socors i Rehabilitació dels països devastats per la segona guerra mundial (UNRRA) per als governs de Mèxic, Amèrica Central, Argentina, Uruguai i Paraguai, a Washington DC, Montevideo i, més tard, Buenos Aires.
Entre l'agost de 1979 i juliol de 1980, durant el govern del president Jaime Roldós, Pareja fou nomenat ministre d'afers exteriors de l'Equador. Durant el govern del successor de Roldós, el president Osvaldo Hurtado, va exercir com a delegat permanent de la UNESCO i com a ambaixador a París (1983-84). Després de la jubilació, Pareja, va dedicar el seu temps a la investigació històrica i va morir a Quito el primer de maig de 1993.

## Obra literària
Pareja va néixer en el si d'una família conservadora però va formar part d'una generació equatoriana influïda pel socialisme. La seva joventut va estar emmarcada per l'agitació política de la dècada de 1920 i va arribar a la conclusió que la salvació del país era a la banda esquerra de l'espectre polític. Tot i així, mai es va qualificar d'esquerrà i va insistir en el fet que no volia emprar l'art de la literatura de ficció com a instrument de propaganda; en canvi, va tractar de descriure de manera senzilla i directa les condicions socials del país, alhora que denunciava el poder culpable de la corrupció i la injustícia. La seva primera novel·la, La casa de los locos (1929), va satirizar la política equatoriana i va atacar persones reals, fet que en va retardar la publicació. Pareja va admetre una forta influència de l'escriptor i polític mexicà José Vasconcelos. Altres influències destacables en la seva obra foren els clàssics grecs, Balzac, Dostoievski, Thomas Mann i Arnold Toynbee; alguns crítics també hi han detectat la influència de Freud, Gide i Proust.
La seva ficció narrativa es va caracteritzar pel realisme i per una forta connexió amb la història del seu país (El muelle, 1933; Hombres sin tiempo, 1941; Las Tres Ratas, 1944). Després d'haver establert una reputació com a escriptor, l'any 1944 va publicar La hoguera bárbara, una detallada biografia del general i president Eloy Alfaro. El 1956 va iniciar un nou cicle de novel·les amb La advertencia, que va continuar amb El aire y los recuerdos (1959) y Los poderes omnímodos (1964). A partir de la dècada de 1940 va començar a conrear l'assaig.
Pareja va estar associat al Grup de Guayaquil d'escriptors equatorians i també va mantenir relació amb Jorge Luis Borges, Juan David García Bacca, John Dos Passos, Julio Cortázar i altres escriptors equatorians com Jorge Enrique Adoum o Benjamín Carrión. L'escriptor Francisco Febres Cordero va fer una biografia de Pareja.

### Novel·les
- La señorita Ecuador (1930)
- Río arriba (1932)
- El muelle (Guayaquil, 1933)
- La Beldaca (1935)
- Baldomera (1938)
- Hechos y hazañas de don Balón de Baba y su amigo don Inocente Cruz (1939)
- Hombres sin tiempo (1941)
- Las tres ratas (1944)
- La advertencia (1956)
- El aire y los recuerdos (1959)
- Los poderes omnímodos (1964)
- Las pequeñas estaturas (1970)
- La manticora (1974)

### Contes
- Los gorgojos (1954)

### Assaigs
- Breve historia del Ecuador (1946)
- Historia del Ecuador (1954)
- La lucha por la democracia en el Ecuador (Quito, 1956)
- Thomas Mann y el nuevo humanismo (Quito, 1956)
- El Ecuador de Eloy Alfaro (1966)
- Historia de la República del Ecuador de 1830 a 1972 (Quito, 1974)
- Las Instituciones y la Administración en la Real Audiencia de Quito (Quito, 1975)
- Ecuador: de la prehistoria a la conquista española (Quito, 1978)
- Ecuador: la República de 1830 a nuestros días (Quito, 1979)
- Ensayos de ensayos (Quito, 1981)
- Notas de un viaje a China (Quito, 1986)

### Biografia
- La hoguera bárbara, vida de Eloy Alfaro (México, 1944)
- Vida y leyenda de Miguel de Santiago (México, 1952).